# Trappen van vergelijking
De trappen van vergelijking zijn vormen van een bijvoeglijk naamwoord of een bijwoord waarmee een bepaalde gradatie wordt uitgedrukt.
De trappen van vergelijking bestaan uit:
stellende trap  of positiefde standaardvorm van een bijvoeglijk naamwoord of bijwoord (voorbeeld: groot)
vergrotende trap  of comparatiefwordt een ding met één ander ding vergeleken. (voorbeeld: groter)
overtreffende trap  of superlatiefwordt één ding vergeleken met de rest (van de groep). (voorbeeld: grootst)

## Absoluut of relatief
Er is nog een verschil: de comparatief en de superlatief vergelijken met andere objecten en dat geldt niet voor de positief. Een auto van vijfduizend euro is goedkoop en een fiets van tweeduizend euro is duur, maar toch is de auto duurder dan de fiets.

## Andere talen
- In veel talen bestaat de overtreffende trap niet als zodanig, het lidwoord is voldoende. Bijvoorbeeld in het Frans, waar men zegt plus grand en le plus grand.
- Bij het vergelijken van twee objecten is er eigenlijk geen onderscheid tussen de vergrotende en de overtreffende trap. De grammatica schrijft voor welke wordt gebruikt. Bijvoorbeeld, als iemand twee zoons heeft: de jongste zoon, the younger son.
- In het Duits maakt men geen onderscheid tussen als en dan, en is het altijd als. Bijvoorbeeld: er ist größer als ich.
- In sommige talen kan de vergrotende trap ook bij een zelfstandig naamwoord gevormd worden. Zo kan men in het Fins zeggen:

Hän asuu rannempana., woordelijk: hij woont strander = dichter bij het strand.